# Joma Gamboa
Joma Gamboa (* 25. April 1973 in Bacolod City, Philippinen) ist ein ehemaliger philippinischer Boxer im Strohgewicht. 

## Profikarriere
Im Jahre 1993 begann er erfolgreich seine Profikarriere. Am 20. August 2000 boxte er gegen Noel Arambulet um den Weltmeistertitel des Verbandes WBO und gewann nach Punkten. Diesen Gürtel verlor er allerdings bereits in seiner ersten Titelverteidigung im Dezember desselben Jahres an Keitarō Hoshino.
Im Jahre 2004 beendete er seine Karriere.